# Jan Łazarski
Jan Łazarski (né le 26 octobre 1892 à Cracovie et décédé le 11 août 1968 dans la même ville) est un coureur cycliste polonais spécialiste de la piste. 

## Biographie
En 1924, il remporte une médaille d'argent aux Jeux olympiques de Paris, lors de la poursuite par équipe avec Józef Lange, Tomasz Stankiewicz et Franciszek Szymczyk. Il participe également aux épreuves du 50 kilomètres et de la vitesse, sans succès.
Il s'impose également trois années consécutives au championnat de Pologne de vitesse individuelle, de 1924 à 1926.

## Palmarès

### Jeux olympiques
- Paris 1924
  -  Médaillé d'argent de la poursuite par équipe (avec Józef Lange, Tomasz Stankiewicz et Franciszek Szymczyk)

### Championnats nationaux
- Champion de Pologne de vitesse en 1924, 1925 et 1926